# Automeris aurantiaca
Automeris aurantiaca är en fjärilsart som beskrevs av Gustav Weymer 1907. Automeris aurantiaca ingår i släktet Automeris och familjen påfågelsspinnare. Inga underarter finns listade i Catalogue of Life.